# Dicranomyia bicomifera
Dicranomyia bicomifera är en tvåvingeart som först beskrevs av Alexander 1943.  Dicranomyia bicomifera ingår i släktet Dicranomyia och familjen småharkrankar.
Artens utbredningsområde är Venezuela. Inga underarter finns listade i Catalogue of Life.